# Casa d'Óengus
La Casa de Óengus és una dinastia que hauria governat sobre els pictes, així com els escots de Dál Riata i, possiblement, tot el nord de la Gran Bretanya, durant aproximadament un segle, des de la dècada de 730 fins a 830. El seu primer rei a la terra dels pictes va ser Óengus I, que podria ser la figura representada en el sarcòfag de St Andrews.

## Reis
- Óengus I, va morir al 761.
- Bridei V
- Talorgan II, va morir al 782.
- Drest VIII
- Causantín mac Fergusa, va morir al 820.
- Óengus II, va morir al 834.
- Drest IX, va morir al 836 o al 837.
- Eóganan mac Óengusa, va morir al 839.